# Лангман Аркадій Якович

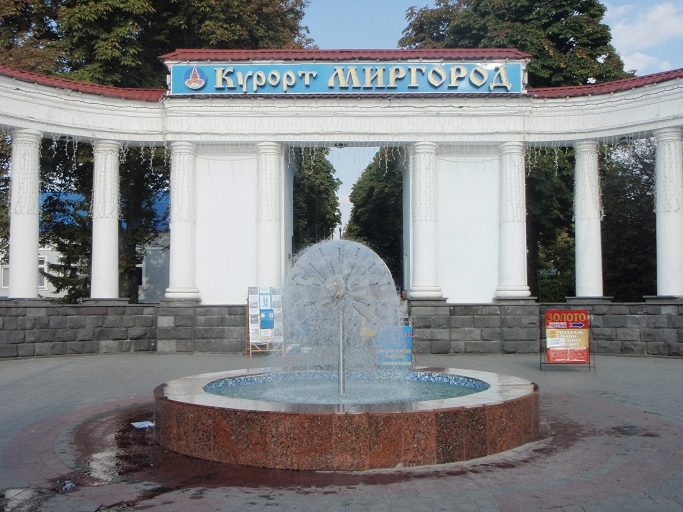
Арка центрального входу до курорту в Миргород за проектом архітектора А. Лангмана

Аркадій Якович Ла́нгман (рос. Аркадий Яковлевич Лангман; * 31 жовтня 1886, Харків, Російська імперія — † 1968, Москва, СРСР) — російський та радянський єврейський архітектор, автор понад 50 будівель, 21 з них — в Москві.

## Життєпис
Народився у Харкові в єврейській родині, батько був будівельником. В 1904—1911 рр. навчався на архітектурному відділенні Вищого політехнічного інституту у Відні. Підчас навчання виконував проекти житлового будинку, вілли художника, санаторію, музею. Після закінчення навчання у 1911 р. переїхав до Санкт-Петербургу, де протягом двох років працював у різних проектних конторах. У 1913 р. підтвердив диплом Віденського політехнікуму в Інституті цивільних інженерів імператора Миколи I, після чого повернувся до Харкова. У 1913—1916 рр. Харкові працював у земській управі, мав приватну практику, у 1916—1921 рр. — у Полтаві.
У 1922 р. приїхав до Москви для участі в будівництві Каширської ГРЕС. Після завершення будівництва станції працював архітектором товариства Стандартбуд. Займався розробкою стандартних дерев'яних конструкцій для спорудження типових житлових будинків, шкіл, лікарень. У 1923 р. взяв участь в спорудженні павільйону Центрального управління лісової промисловості (ЦУЛП) на Всеросійської сільськогосподарської і кустарно-промисловій виставці . Працюючи в Стандартбуді, спроектував селище стандартних будинків в районі Ленінградського шосе (Москва), селища у Краматорську та під Харковом, будинок на Першій Брестській вулиці в Москві .
У 1927 р. Лангман став головним архітектором відомчої проектної організації Стройдомбюро. З цього моменту почався найбільш плідний період діяльності Лангмана — за п'ять років їм було побудовано 13 будинків . У ці роки Лангман проектує найбільший в країні стадіон «Динамо», будівлю Ради Праці та Оборони, будівлю Наркомата внутрішніх справ, низку житлових будинків. У 1930—1931 рр. відвідав Німеччину, Францію і США . У Москві архітектор жив в побудованому ним будинку в Малому Льовшинському провулку .
У середині 30-х років працював начальником відділення інженерно-будівельного відділу Головного управління прикордонних військ НКВС, пізніше — головним інженером-архітектором інженерно-будівельного відділу НКВС.
Персональний пенсіонер союзного значення з 1 квітня 1957.
Помер у 1968 р. у Москві. Похований на Новодівичому кладовищі поряд з дочкою Наталією Аркадіївною Гунашвілі (1936—2009).
Племінник архітектора — фотограф Єлеазар Лангман.

## Нагороди
- знак «Почесний працівник ВЧК-ОГПУ (XV)» (15.05.1934)
- орден Трудового Червоного Прапора (29.11.1956)

## Проекти та будівлі
За проектами Лангмана споруджено понад 50 житлових і громадських будівель.
- Миргородський курорт (1915—1916)[9]
- Народний дім імені Володимира Короленка (1922—1923, Полтава, вулиця Пушкіна, 20/23);
- Павільйон Центрального управління лісової промисловості на 1-й Всеросійській сільськогосподарській виставці, спільно з С. О. Грузенбергом (1923, Москва), не зберігся[10] ;
- Житловий будинок (1923, Москва, Мілютінскій провулок, 9, будівля 1)[11];
- Будинок Держторга, спільно з Б. М. Великовським, М. О. Барщем, Г. Г. Вегманом, В. Н. Владиміровим, М. В. Гакен (1925, Москва, М'ясницька вулиця, 47)[12] ;
- Стадіон «Динамо», спільно з Л. З. Чериковером (1927—1928, Москва, Ленінградський проспект, 36), нині реконструйований;
- Будівля казарм (1927, Москва, Великий Кисельний провулок, 14, будівля 1)[11];
- Житловий будинок (1927—1928, Москва, Проспект Миру, 46а)[11] ;
- Будинок Стройбюро в Болшеві (1928, Корольов, знесений в березні 2015 р.).
- Житловий будинок спортивного товариства Динамо, будівництво за проектом І. А. Фоміна (1928—1931, Москва, Вулиця Велика Луб'янка, 2)[12];
- Будівля Наркомату внутрішніх справ, спільно з І. Г. Безруковим (1928—1933, Москва, М'ясницька вулиця, 1/2 — Фуркасовскій провулок, 2/1)[11];
- Громадський корпус Болшевскої трудової комуни ОГПУ, спільно з Л. З. Чериковером (1930, Корольов, вулиця Дзержинського, 23)[13] ;
- Будівля Ради Праці і Оборони (в даний час — Державної Думи РФ) (1932—1935, Москва, Вулиця Охотний Ряд, 6)[11];
- санаторій у Сочі (1933)[9]
- Житловий будинок, спільно з Л. З. Чериковером, Н. Арбузніковим (1935, Москва, Великий Златоустінскій провулок, 5)[12] ;
- Проект адміністративної будівлі (1938, Москва, Кисельний провулок), не здійснений[12] ;
- Кооперативний житловий будинок архітекторів та будівельників (1947). У ньому в 1940-х — 1960-х роках жили архітектори, будівельники та державні діячі Н. А. Дигай, С. З. Гінзбург, А. Я. Лангман, К. М. Соколов, Н. С. Стрілецькийтаі інші (Москва, Малий Льовшинський провулок, 14/9)[11] ;
- Житловий будинок, спільно з Л. І. Лоповоком (1951, Москва, Орликів провулок, 8)[12] .

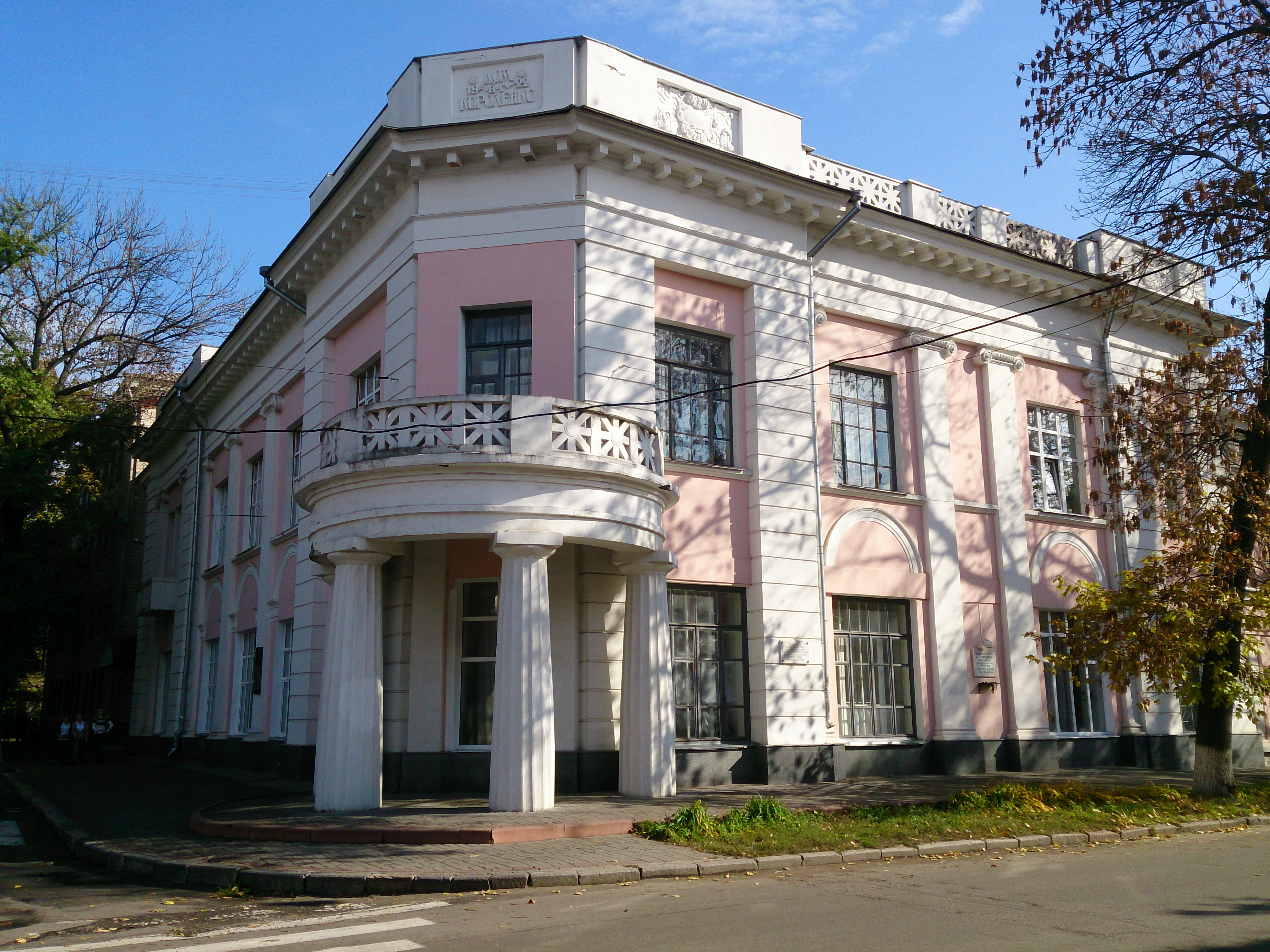
Народний дім імені В. Г. Короленка
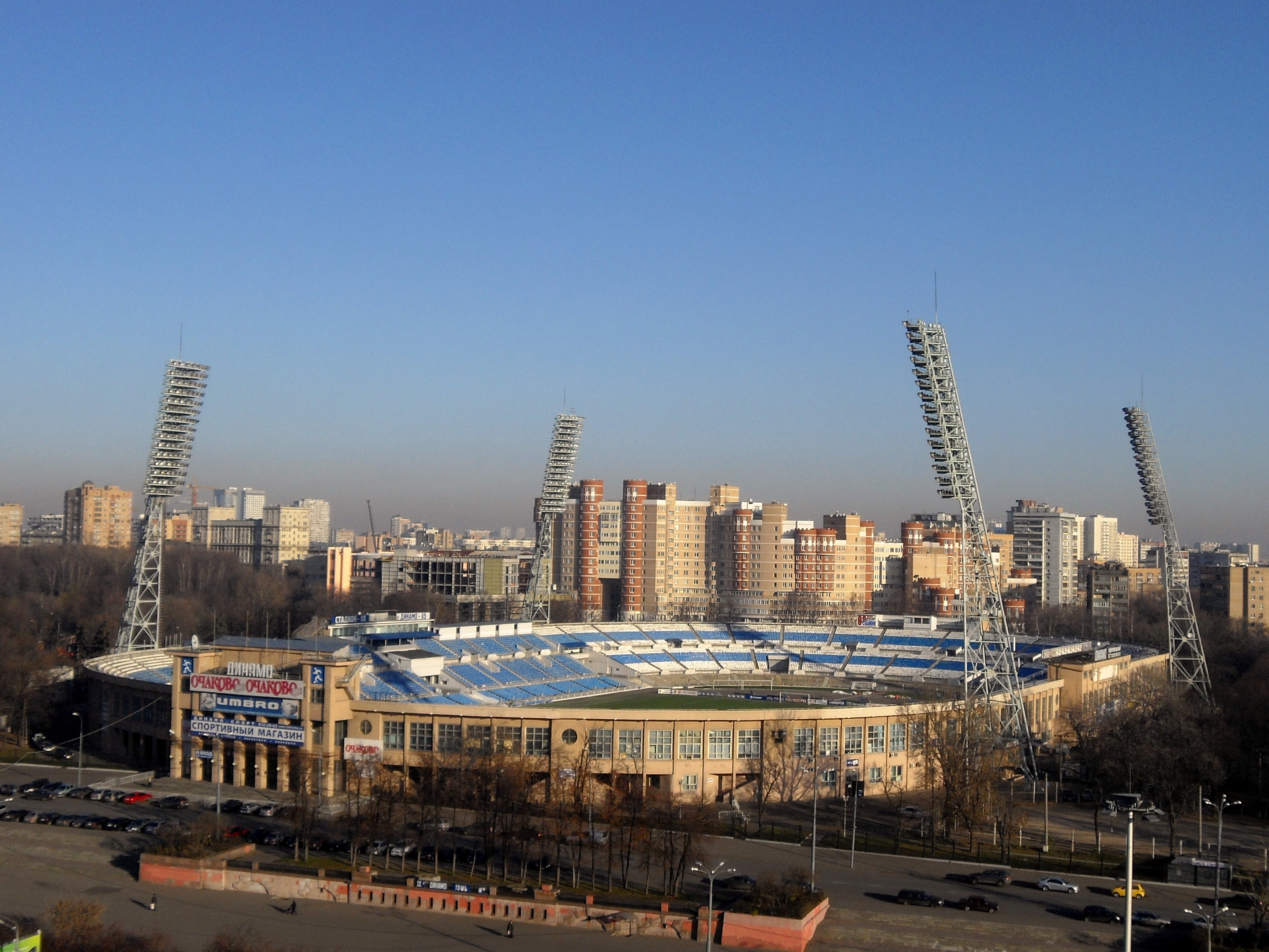
Стадіон «Динамо»
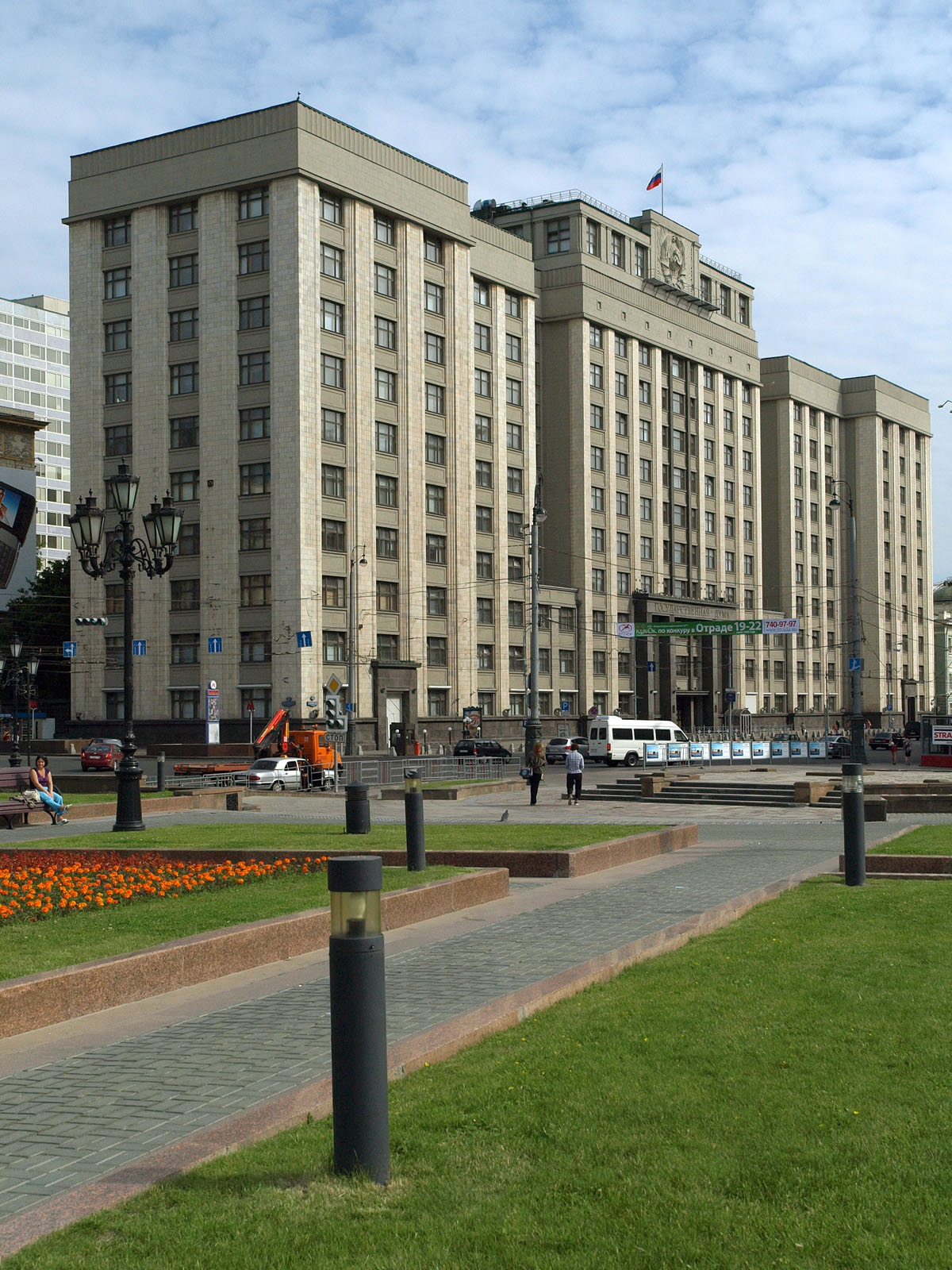
Будівля Ради Праці і Оборони
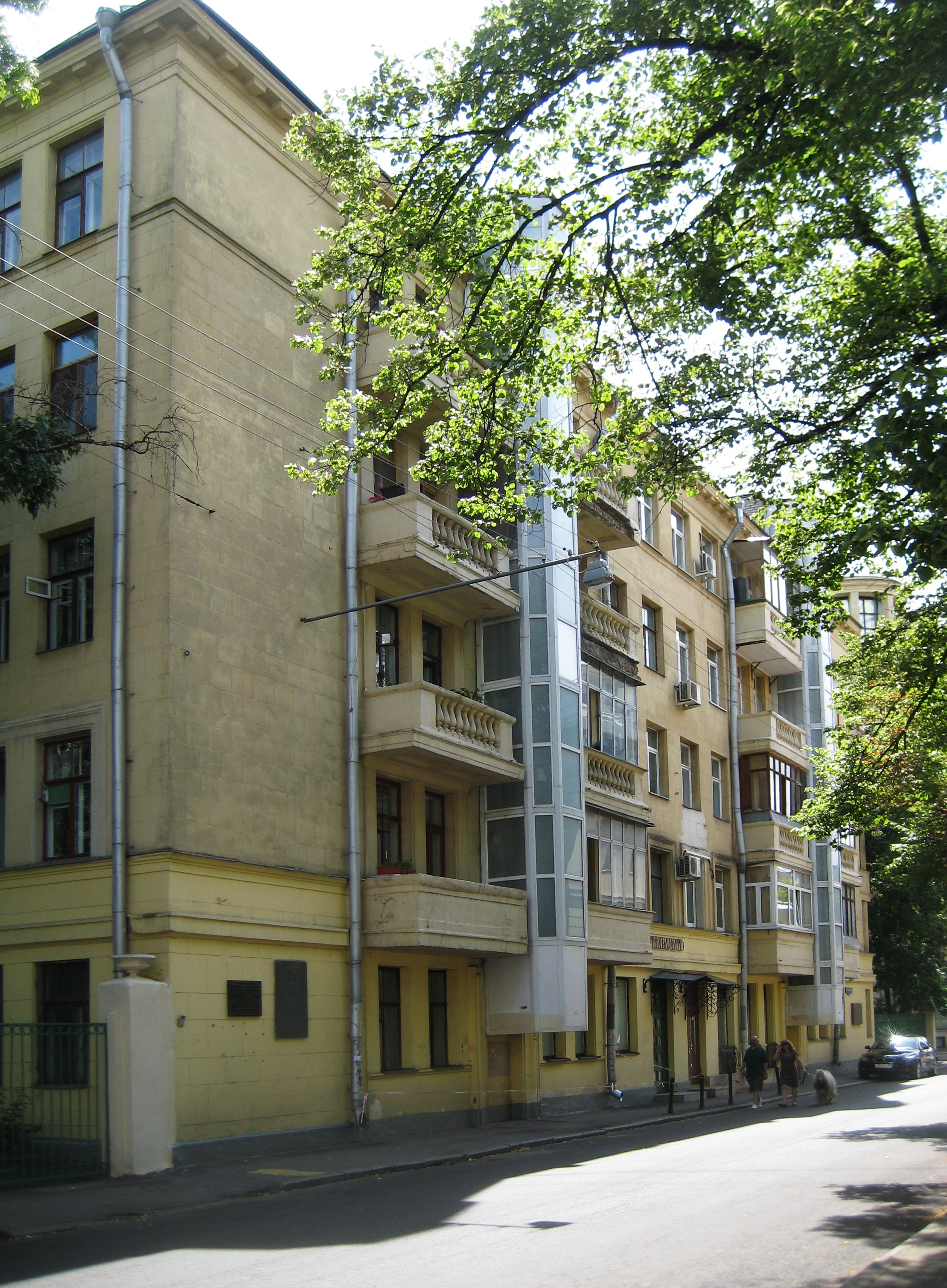
Кооперативний житловий будинок архітекторів і будівельників
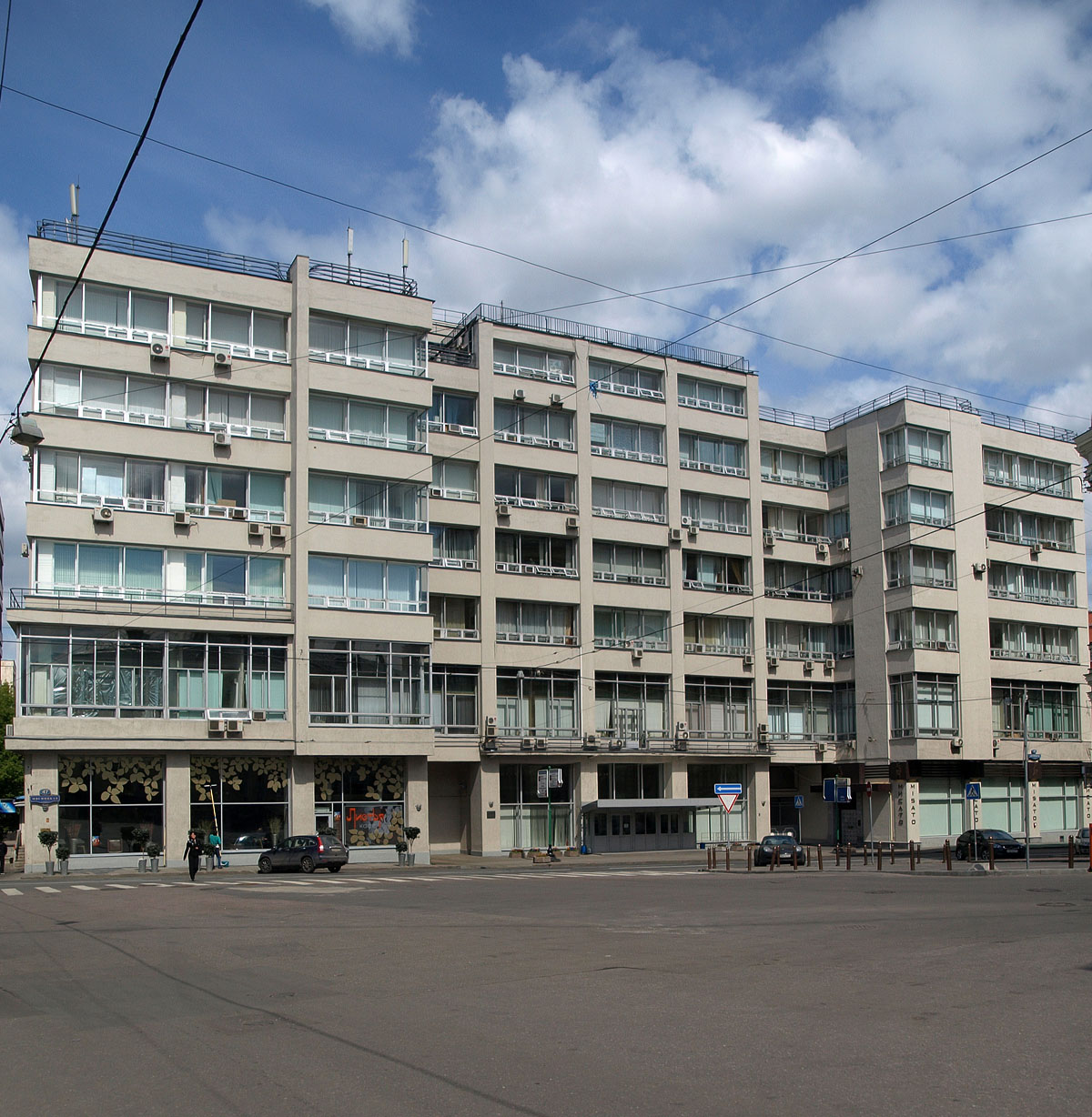
Будівля Держторгу